# Головище (Ливенский район)
Головище — деревня в Ливенском районе Орловской области России.
Входит в состав Дутовского сельского поселения.

## География
Деревня находится северо-западнее административного центра поселения — деревни Семенихино, с которой Головище соединена проселочной дорогой.
Западнее деревни проходит железнодорожная линия. Имеется одна улица — Головищенская.

## Население
| 2010 |
| ---- |
| 12   |